# Keith Booth
Keith Eugene Booth (Baltimore, Maryland, 9 de octubre de 1974) es un exjugador de baloncesto estadounidense que jugó durante dos temporadas en la NBA. Con 1,98 metros de altura, lo hacía en la posición de alero. Su último empleo como entrenador fue ser asistente del equipo femenino de la Universidad de Loyola.

## Trayectoria deportiva

### Universidad
Tras haber jugado en 1993 en el prestigioso McDonald's All American Team, jugó cuatro temporadas con los Terrapins de la Universidad de Maryland, donde promedió 19,5 puntos y 7,9 rebotes por partido. Acabó su carrera como octavo máximo anotador de la historia de su universidad, con 1.776 puntos y como sexto reboteador, con 916. Fue incluido en su última temporada en el mejor quinteto de la Atlantic Coast Conference, además de ser incluido ese mismo año de 1997 en el tercer equipo All-American.

### Profesional
Fue elegido en la vigésimo octava posición del Draft de la NBA de 1997 por Chicago Bulls, donde tras participar tan solo en tres partidos cayó lesionado hasta el mes de abril, volviendo a caer lesionado una semana después, perdiéndose los playoffs en los que los Bulls ganaron su hasta ahora último anillo de campeones de la NBA. Al año siguiente, ya sin Michael Jordan en el equipo, participó algo más en el juego, pero aun así fue uno de los últimos hombres del banquillo, promediando 3,1 puntos y 2,4 rebotes por partido. Su mejor partido lo disputó el 30 de marzo esa temporada, ante Philadelphia 76ers, donde consiguió 19 puntos, 9 rebotes y 6 asistencias.
Poco antes del comienzo de la temporada 1999-00 fue despedido por su equipo, optando por retirarse del baloncesto en activo.

## Estadísticas de su carrera en la NBA

### Temporada regular
| Temporada | Edad | Equipo        | Liga | P  | TIT | MIN  | TC  | TCA | %TC  | 3P  | 3PA | %3P  | TL  | TLA | %TL   | R.OF. | R.DEF. | REB | ASIS | ROB | TAP | PER | FP  | PTS |
| 1997-98   | 23   | Chicago Bulls | NBA  | 6  | 0   | 2.8  | 0.3 | 1.0 | .333 | 0.0 | 0.2 | .000 | 1.0 | 1.0 | 1.000 | 0.3   | 0.3    | 0.7 | 0.2  | 0.0 | 0.0 | 0.5 | 0.5 | 1.7 |
| 1998-99   | 24   | Chicago Bulls | NBA  | 39 | 4   | 11.1 | 1.3 | 3.9 | .325 | 0.0 | 0.3 | .100 | 0.5 | 1.1 | .500  | 0.6   | 1.7    | 2.4 | 1.0  | 0.6 | 0.3 | 1.0 | 1.5 | 3.1 |
| Total     |      |               | NBA  | 45 | 4   | 10.0 | 1.1 | 3.5 | .325 | 0.0 | 0.2 | .091 | 0.6 | 1.1 | .563  | 0.6   | 1.6    | 2.2 | 0.9  | 0.5 | 0.2 | 0.9 | 1.4 | 2.9 |